# Tournoi de Oulan-Bator
Le Tournoi de Oulan-Bator est une compétition de judo organisée tous les ans à Oulan-Bator en Mongolie faisant partie de la Coupe du monde de judo masculine et féminine depuis 2009.

## Éditions
| Édition | Année | Dates         | Ville hôte  |
| ------- | ----- | ------------- | ----------- |
| 1re     | 2013  | 13-14 juillet | Oulan-Bator |
| 2e      | 2014  | 4-6 juillet   | Oulan-Bator |
| 3e      | 2015  | 3-5 juillet   | Oulan-Bator |
| 4e      | 2016  | 1er-3 juillet | Oulan-Bator |
| 5e      | 2022  | 24-26 juin    | Oulan-Bator |
| 6e      | 2023  | 23-25 juin    | Oulan-Bator |

## Palmarès masculin
| Année        | -60 kg                   | -66 kg                    | -73 kg                  | -81 kg                 | -90 kg                   | -100 kg                   | +100 kg              |
| World Cup    | World Cup                | World Cup                 | World Cup               | World Cup              | World Cup                | World Cup                 | World Cup            |
| ------------ | ------------------------ | ------------------------- | ----------------------- | ---------------------- | ------------------------ | ------------------------- | -------------------- |
| 2009         | Boldbaatar Chimed-Yondon | Tsagaanbaatar Khashbaatar | Bang Gui-man            | Song Dae-nam           | Vadym Synyavsky          | Hwang Hee-tae             | Stanislav Bondarenko |
| 2010         | Tumurkhuleg Davaadorj    | Tsagaanbaatar Khashbaatar | Purevdorj Ganbold       | Kim Jae-bum            | Kwon Yong-woo            | Tuvshinbayar Naidan       | Grzegorz Eitel (en)  |
| 2011         | Boldbaatar Chimed-Yondon | Tsagaanbaatar Khashbaatar | Nyam-Ochir Sainjargal   | Hong Suk-woong         | Song Dae-nam             | Temuulen Battulga         | Kim Sung-min         |
| 2012         | Amartuvshin Dashdavaa    | Tumurkhuleg Davaadorj     | Kim Won-jung            | Ivan Vorobev           | Gwak Dong-han            | Temuulen Battulga         | Cho Gu-ham           |
| Grand Prix   |                          |                           |                         |                        |                          |                           |                      |
| 2013         | Boldbaatar Ganbat        | Miyaragchaa Sanjaasuren   | Nyam-Ochir Sainjargal   | Sergiu Toma            | Alexander Grigorev       | Michal Horak              | Kim Soo-whan         |
| 2014         | Boldbaatar Ganbat        | Tomofumi Takajo           | Nugzar Tatalashvili     | Keita Nagashima        | Beka Gviniashvili        | Tagir Khaibulaev          | Ryu Shichinohe       |
| 2015         | Amartuvshin Dashdavaa    | Tumurkhuleg Davaadorj     | Sai Yinjirigala         | Antoine Valois-Fortier | Otgonbaatar Lkhagvasuren | Aaron Wolf                | Kenta Nishigata      |
| 2016         | Amartuvshin Dashdavaa    | Altansukh Dovdon          | Leo Fogel               | Dagvasuren Nyamsuren   | Otgonbaatar Lkhagvasuren | Zelym Kotsoiev            | Temuulen Battulga    |
| Grand Chelem |                          |                           |                         |                        |                          |                           |                      |
| 2022         | Ryuju Nagayama           | Erkhembayar Battogtokh    | Makhmadbek Makhmadbekov | Lee Joon-hwan          | Mikhail Igolnikov        | Matvey Kanikovskiy        | Inal Tasoev          |
| 2023         | Ryuju Nagayama           | Yondonperenlein Baskhüü   | Ken Oyoshi              | Kenya Kohara           | Mikhail Igolnikov        | Batkhuyagiin Gonchigsüren | Inal Tasoev          |

## Palmarès féminin
| Année        | -48 kg               | -52 kg              | -57 kg                      | -63 kg                   | -70 kg                  | -78 kg                | +78 kg                |
| World Cup    | World Cup            | World Cup           | World Cup                   | World Cup                | World Cup               | World Cup             | World Cup             |
| ------------ | -------------------- | ------------------- | --------------------------- | ------------------------ | ----------------------- | --------------------- | --------------------- |
| 2009         | Chung Jung-yeon      | Bundmaa Munkhbaatar | Tsend-Ayush Tserennadmid    | Munkhzaya Tsedevsuren    | Hwang Ye-sul            | Jeong Gyeong-mi       | Kim Na-young          |
| 2010         | Haruna Asami         | Yuka Nishida        | Kim Jan-di                  | Munkhzaya Tsedevsuren    | Hwang Ye-sul            | Cathérine Jacques     | Lee Jung-eun          |
| 2011         | Urantsetseg Munkhbat | Bundmaa Munkhbaatar | Kim Jan-di                  | Munkhzaya Tsedevsuren    | Rasa Sraka              | Lkhamdegd Purevjargal | Tserenkhand Dorjgotov |
| 2012         | Jeong Bo-kyeong      | Yuki Hashimoto      | Dorjsürengiin Sumiyaa       | Haruka Yasumatsu         | Kim Seong-yeon          | Joung Da-woon         | Kim Ji-youn           |
| Grand Prix   |                      |                     |                             |                          |                         |                       |                       |
| 2013         | Urantsetseg Munkhbat | Park Da-sol         | Dorjsürengiin Sumiyaa       | Tserennadmid Tsend-Ayush | Kim Seong-yeon          | Munkhtuya Battulga    | Kim Na-young          |
| 2014         | Urantsetseg Munkhbat | Ma Yingnan          | Catherine Beauchemin-Pinard | Yang Junxia              | Tsend-Ayush Naranjargal | Sol Kyong             | Kim Eun-kyung         |
| 2015         | Laëtitia Payet       | Ai Shishime         | Dorjsürengiin Sumiyaa       | Tserennadmid Tsend-Ayush | Bernadette Graf         | Gemma Gibbons         | Qin Qian              |
| 2016         | Urantsetseg Munkhbat | Mako Uchio          | Enkhriilen Lkhagvatogoo     | Mungunchimeg Baldorj     | Erina Ike               | Lkhamdegd Purevjargal | Idalys Ortíz          |
| Grand Chelem |                      |                     |                             |                          |                         |                       |                       |
| 2022         | Natsumi Tsunoda      | Diyora Keldiyorova  | Enkhriilen Lkhagvatogoo     | Nami Nabekura            | Madina Taimazova        | Mami Umeki            | Raz Hershko           |
| 2023         | Hikari Yoshioka      | Gefen Primo         | Christa Deguchi             | Nami Nabekura            | Shiho Tanaka            | Inbar Lanir           | Wakaba Tomita         |